# Katano

Katano au sein de la préfecture d'Osaka.

Katano (交野市, Katano-shi) est une municipalité ayant le statut de ville dans la préfecture d'Osaka, au Japon.

## Géographie

### Situation
Katano est située à l'est de la préfecture d'Osaka. Elle est traversée par la rivière Neya.

### Démographie
En février 2019, la population de la ville de Katano était de 77 864 habitants, répartis sur une superficie de 25,55 km2.

## Histoire
La ville moderne de Katano a été officiellement fondée le 3 novembre 1971.

## Sites et bâtiments remarquables
- Le jardin botanique de la faculté des sciences de l’université municipale d'Osaka
- Le temple Shishikutsu-ji (獅子窟寺)
- Les restes du château de Katano
- Le centre culturel de Katano

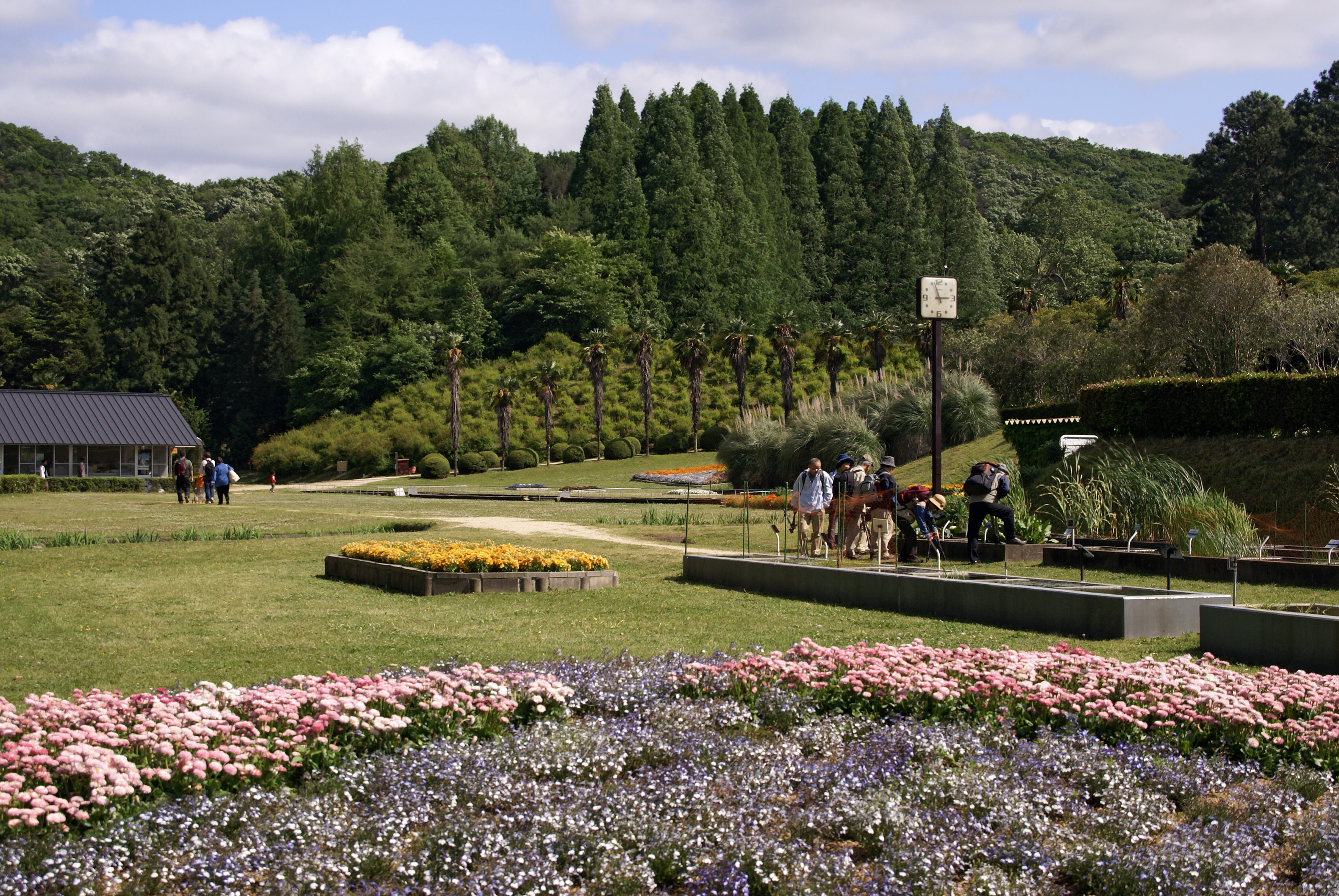
Jardin botanique.
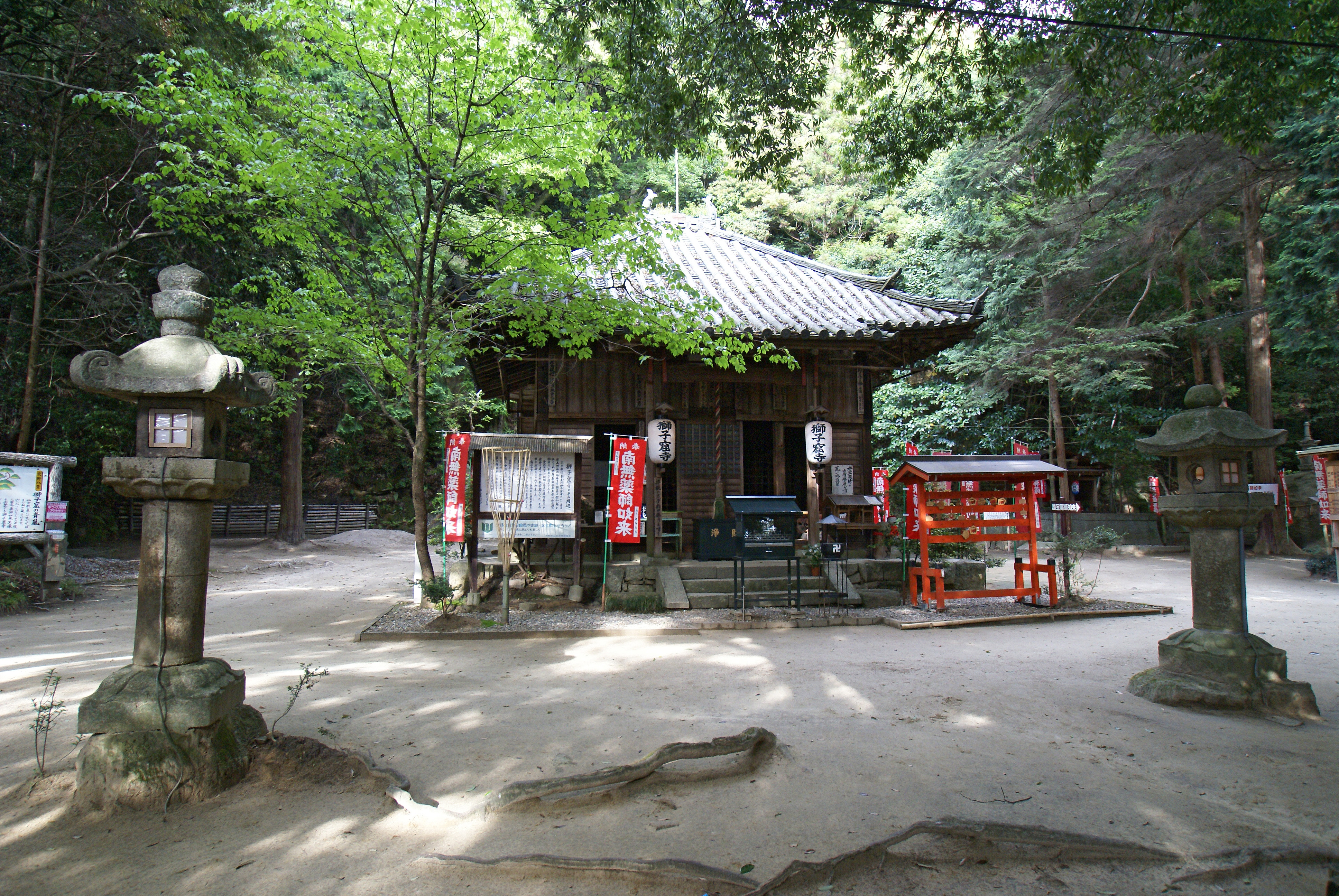
Shishikutsu-ji.
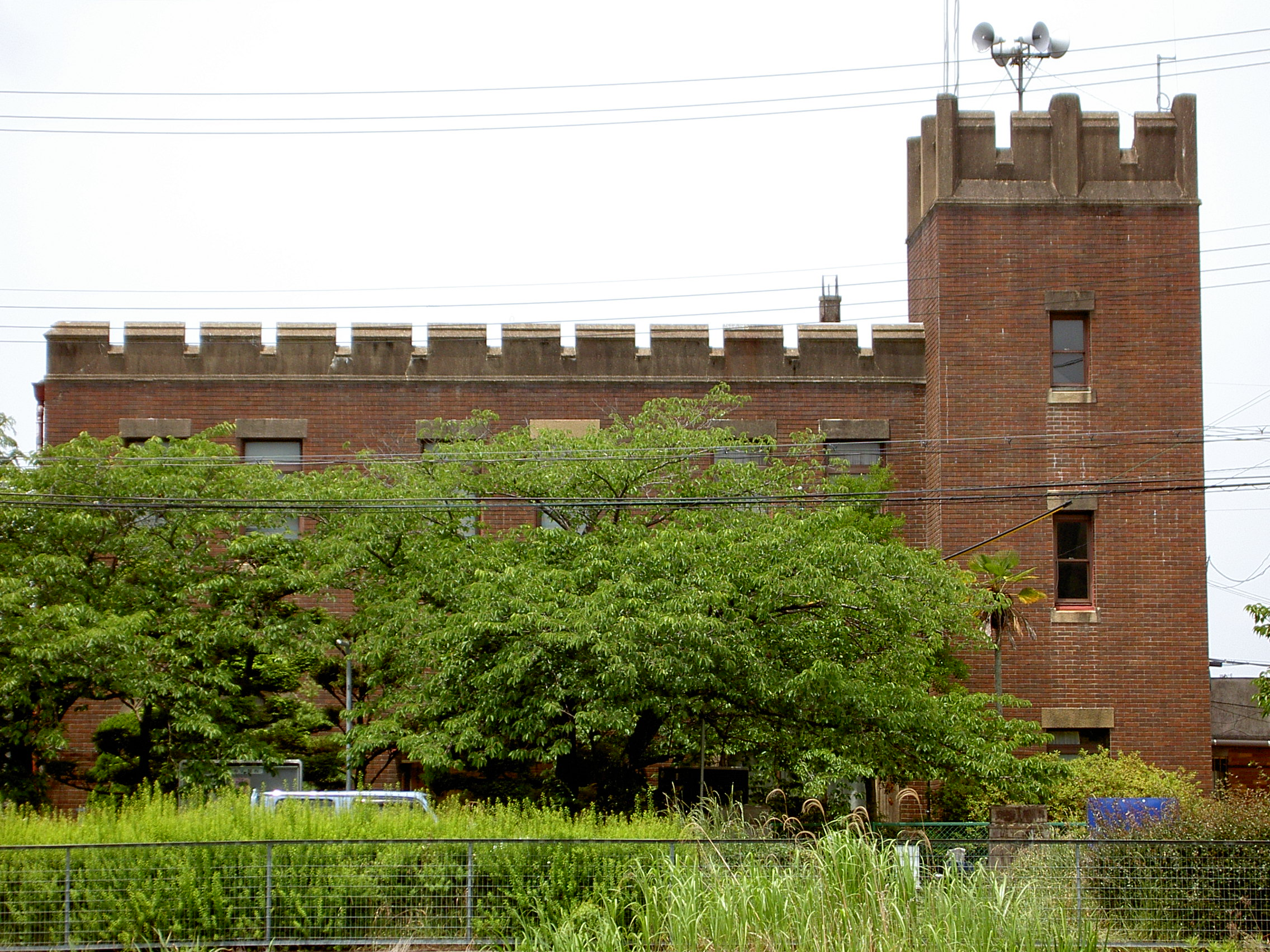
Centre culturel de Kitano.

## Transports
La ville est desservie par la ligne Katamachi de la JR West et la ligne Katano de la Keihan.

## Personnalité née à Katano
- Hiroyuki Okiura (né en 1966)

## Jumelage
Katano est jumelée avec :
- Collingwood (Canada)[2]